# Cortina (fietsenmerk)
Cortina is een eigen fietsmerk van fietsengroothandel Kruitbosch B.V. uit Zwolle. In 2006 start de productie van het merkmet 4000 exemplaren. In 2013 worden meer dan 100.000 fietsen geproduceerd. Daaronder ook e-bikes, die door het uiterlijk vrij populair zijn onder scholieren. In de grotere steden in Nederland zijn Cortina-fietsen relatief veel te zien.